# Governors’ Cup
Der Governors’ Cup ist der Pokal der International League, einer der beiden Ligen der Triple-A Minor Leagues der Major League Baseball.

## Geschichte
Im Jahr 1933 wurde von Frank Shaughnessy, dem damaligen General Manager der Montreal Royals, ein neues Playoff-System (das nach ihm benannte Shaughnessy Playoff System) und mit ihm auch der Governors’ Cup in der International League eingeführt. Von 1936 bis 1960 war Shaughnessy Präsident der International League. Mit seinem neuen Playoff-System wollte er es mehr als zwei Mannschaften ermöglichen in den Playoffs zu spielen. Dieses System wurde auch in anderen Sportarten, beispielsweise in der NHL, übernommen.
Der Pokal für den Sieger der International League wurde von den Gouverneuren der Staaten Maryland, New Jersey und New York und den Vizegouverneuren der kanadischen Provinzen Québec und Ontario gesponsert daher der Name Governors’ Cup.
1988 wurde der Pokal vom damaligen Ligapräsidenten Harold Cooper an die Baseball Hall of Fame gespendet.

## Liste der Governors’ Cup Gewinner nach Häufigkeit
Zehn

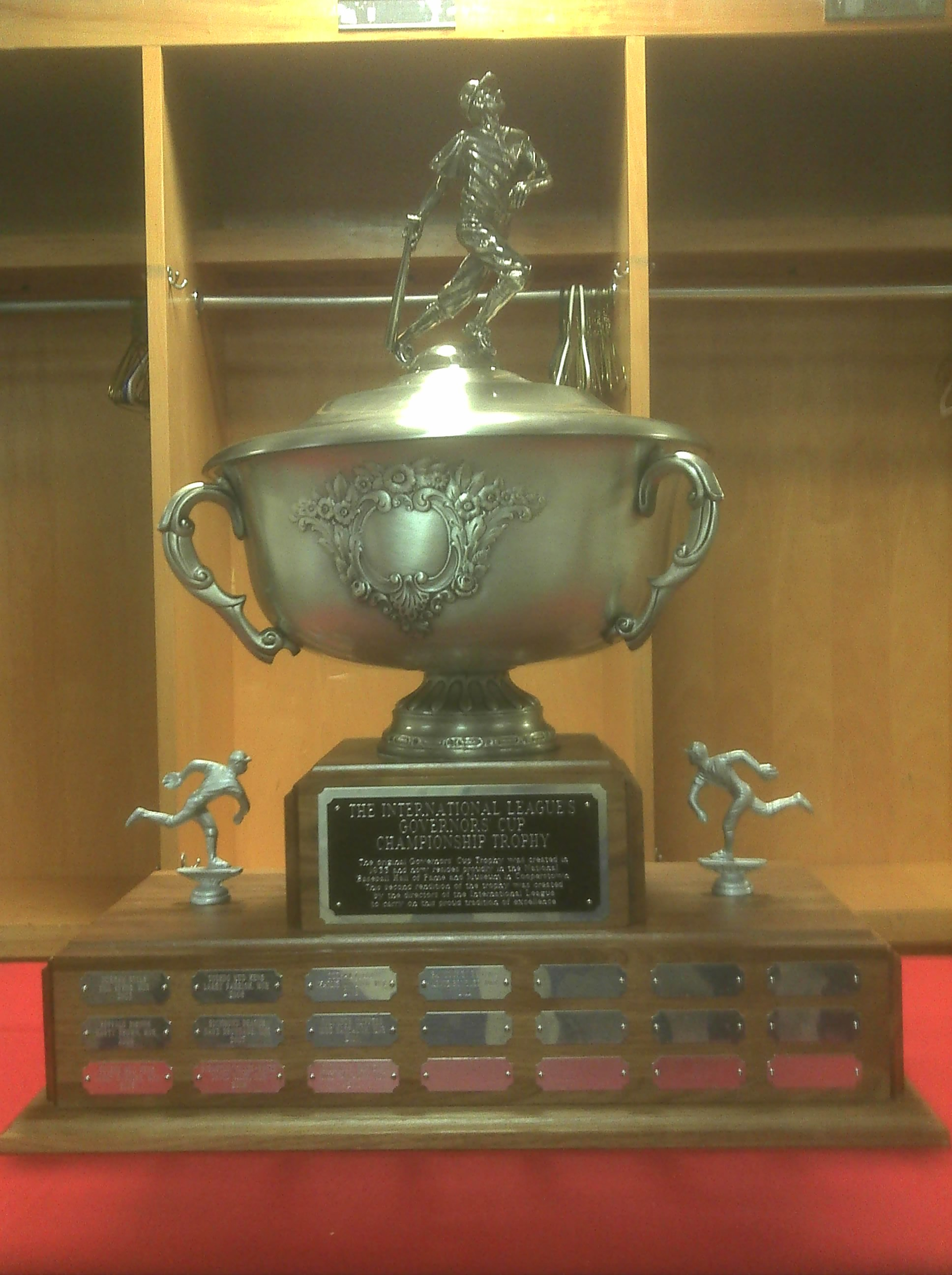
Der Governors’ Cup

- Rochester (1939, 1952, 1955, 1956, 1964, 1971, 1974, 1988, 1990, 1997)

Acht
- Syracuse (1935, 1942, 1943, 1947, 1954, 1969, 1970, 1976)
- Columbus (1979, 1980, 1981, 1987, 1991, 1992, 1996, 2010)

Sieben
- Montréal (1941, 1946, 1948, 1949, 1951, 1953, 1958)

Sechs
- Buffalo (1933, 1936, 1957, 1961, 1998, 2004)

Fünf
- Norfolk (1972, 1975, 1982, 1983, 1985)
- Richmond (1978, 1986, 1989, 1994, 2007)

Vier
- Toronto (1934, 1960, 1965, 1966)
- Newark (1937, 1938, 1940, 1945)

Drei
- Durham (2002, 2003, 2009)
- Toledo (1967, 2005, 2006)

Zwei
- Baltimore (1944, 1950)
- Indianapolis (1963, 2000)
- Pawtucket (1973, 1984)
- Charlotte (1993, 1999)

Eins
- Havana (1959)
- Atlanta (1962)
- Jacksonville (1968)
- Charleston (1977)
- Ottawa (1995)
- Louisville (2001)
- Scranton/Wilkes-Barre (2008)

Hinweis: kursiv gedruckte Mannschaften sind nicht mehr in der International League vertreten.

## Liste der Governors’ Cup Gewinner nach Jahr
| Jahr | Sieger                | Manager          | Zweiter               | restliche Mannschaften in den Playoffs |
| ---- | --------------------- | ---------------- | --------------------- | -------------------------------------- |
| 1933 | Buffalo               | Ray Schalk       | Rochester             | Newark & Baltimore                     |
| 1934 | Toronto               | Ike Boone        | Rochester             | Newark & Albany                        |
| 1935 | Syracuse              | Nemo Leibold     | Montreal              | Buffalo & Newark                       |
| 1936 | *Buffalo              | Ray Schalk       | Baltimore             | Newark & Rochester                     |
| 1937 | *Newark               | Oscar Vitt       | Baltimore             | Syracuse & Montreal                    |
| 1938 | *Newark               | Johnny Neun      | Buffalo               | Rochester & Syracuse                   |
| 1939 | Rochester             | Billy Southworth | Newark                | Jersey City & Buffalo                  |
| 1940 | Newark                | Johnny Neun      | Baltimore             | Rochester & Jersey City                |
| 1941 | Montreal              | Clyde Sukeforth  | Newark                | Buffalo & Rochester                    |
| 1942 | Syracuse              | Jewel Ens        | Jersey City           | Montreal & Newark                      |
| 1943 | Syracuse              | Jewel Ens        | Toronto               | Newark & Montreal                      |
| 1944 | *Baltimore            | Tommy Thomas     | Newark                | Buffalo & Toronto                      |
| 1945 | Newark                | Bill Meyer       | Montreal              | Toronto & Baltimore                    |
| 1946 | *Montreal             | Clay Hopper      | Syracuse              | Baltimore & Newark                     |
| 1947 | Syracuse              | Jewel Ens        | Buffalo               | Jersey City & Montreal                 |
| 1948 | *Montreal             | Clay Hopper      | Syracuse              | Rochester & Newark                     |
| 1949 | Montreal              | Clay Hopper      | Buffalo               | Rochester & Jersey City                |
| 1950 | Baltimore             | Nick Cullop      | Rochester             | Montreal & Jersey City                 |
| 1951 | *Montreal             | Walter Alston    | Syracuse              | Rochester & Buffalo                    |
| 1952 | Rochester             | Harry Walker     | Montreal              | Syracuse & Toronto                     |
| 1953 | Montreal              | Walter Alston    | Rochester             | Buffalo & Baltimore                    |
| 1954 | Syracuse              | Skeeter Newsome  | Montreal              | Toronto & Rochester                    |
| 1955 | Rochester             | Fred Walker      | Toronto               | Havana & Montreal                      |
| 1956 | Rochester             | Fred Walker      | Toronto               | Miami & Montreal                       |
| 1957 | Buffalo               | Phil Cavarretta  | Miami                 | Toronto & Richmond                     |
| 1958 | *Montreal             | Clay Bryant      | Toronto               | Rochester & Columbus                   |
| 1959 | Havana                | Preston Gomez    | Richmond              | Buffalo & Columbus                     |
| 1960 | *Toronto              | Mel McGaha       | Rochester             | Richmond & Buffalo                     |
| 1961 | Buffalo               | Kerby Farrell    | Rochester             | Columbus & Charleston                  |
| 1962 | Atlanta               | Joe Schultz      | Jacksonville          | Toronto & Rochester                    |
| 1963 | *Indianapolis         | Rollie Hemsley   | Atlanta               | Syracuse & Toronto                     |
| 1964 | Rochester             | Darrell Johnson  | Syracuse              | Jacksonville & Buffalo                 |
| 1965 | Toronto               | Dick Williams    | Columbus              | Atlanta & Syracuse                     |
| 1966 | Toronto               | Dick Williams    | Richmond              | Rochester & Columbus                   |
| 1967 | Toledo                | Jack Tighe       | Columbus              | Richmond & Rochester                   |
| 1968 | Jacksonville          | Clyde McCullough | Columbus              | Toledo & Rochester                     |
| 1969 | Syracuse              | Frank Verdi      | Columbus              | Tidewater & Louisville                 |
| 1970 | *Syracuse             | Frank Verdi      | Columbus              | Rochester & Tidewater                  |
| 1971 | *Rochester            | Joe Altobelli    | Tidewater             | Charleston & Syracuse                  |
| 1972 | Tidewater             | Hank Bauer       | Louisville            | Charleston & Rochester                 |
| 1973 | Pawtucket             | Darrell Johnson  | Charleston            | Rochester & Tidewater                  |
| 1974 | *Rochester            | Joe Altobelli    | Syracuse              | Memphis & Richmond                     |
| 1975 | *Tidewater            | Joe Frazier      | Syracuse              | Charleston & Rochester                 |
| 1976 | Syracuse              | Bobby Cox        | Richmond              | Rochester & Memphis                    |
| 1977 | Charleston            | Jim Beauchamp    | Pawtucket             | Richmond & Tidewater                   |
| 1978 | Richmond              | Tommie Aaron     | Pawtucket             | Charleston & Toledo                    |
| 1979 | *Columbus             | Gene Michael     | Syracuse              | Richmond & Tidewater                   |
| 1980 | *Columbus             | Joe Altobelli    | Toledo                | Richmond & Rochester                   |
| 1981 | *Columbus             | Frank Verdi      | Richmond              | Rochester & Tidewater                  |
| 1982 | Tidewater             | Jack Aker        | Rochester             | Richmond & Columbus                    |
| 1983 | Tidewater             | Dave Johnson     | Richmond              | Columbus & Charleston                  |
| 1984 | Pawtucket             | Tony Tochia      | Maine                 | Columbus & Toledo                      |
| 1985 | Tidewater             | Bob Schafer      | Columbus              | Syracuse & Maine                       |
| 1986 | *Richmond             | Roy Majtyka      | Rochester             | Pawtucket & Tidewater                  |
| 1987 | Columbus              | Bucky Dent       | Tidewater             | Rochester & Pawtucket                  |
| 1988 | *Rochester            | Johnny Oates     | Tidewater             | ---                                    |
| 1989 | *Richmond             | Jim Beauchamp    | Syracuse              | ---                                    |
| 1990 | *Rochester            | Greg Biagini     | Columbus              | ---                                    |
| 1991 | *Columbus             | Rick Down        | Pawtucket             | ---                                    |
| 1992 | *Columbus             | Rick Down        | Scranton/Wilkes-Barre | Richmond & Pawtucket                   |
| 1993 | *Charlotte            | Charlie Manuel   | Rochester             | Richmond & Ottawa                      |
| 1994 | *Richmond             | Grady Little     | Syracuse              | Charlotte & Pawtucket                  |
| 1995 | *Ottawa               | Pete Mackanin    | Norfolk               | Richmond & Rochester                   |
| 1996 | *Columbus             | Stump Merrill    | Rochester             | Norfolk & Pawtucket                    |
| 1997 | *Rochester            | Marv Foley       | Columbus              | Charlotte & Pawtucket                  |
| 1998 | *Buffalo              | Jeff Datz        | Durham                | Louisville & Syracuse                  |
| 1999 | *Charlotte            | Tom Spencer      | Durham                | Scranton/Wilkes-Barre & Columbus       |
| 2000 | *Indianapolis         | Steve Smith      | Scranton/Wilkes-Barre | Buffalo & Durham                       |
| 2001 | *x-Louisville         | Dave Miley       | Scranton/Wilkes-Barre | Buffalo & Norfolk                      |
| 2002 | *Durham               | Bill Evers       | Buffalo               | Scranton/Wilkes-Barre & Toledo         |
| 2003 | *Durham               | Bill Evers       | Pawtucket             | Louisville & Ottawa                    |
| 2004 | *Buffalo              | Marty Brown      | Richmond              | Columbus & Durham                      |
| 2005 | *Toledo               | Larry Parrish    | Indianapolis          | Norfolk & Buffalo                      |
| 2006 | *Toledo               | Larry Parrish    | Rochester             | Charlotte & Scranton/Wilkes-Barre      |
| 2007 | Richmond              | Dave Brundage    | Durham                | Toledo & Scranton/Wilkes-Barre         |
| 2008 | Scranton/Wilkes-Barre | Dave Miley       | Durham                | Louisville & Pawtucket                 |
| 2009 | *Durham               | Charlie Montoyo  | Scranton/Wilkes-Barre | Louisville & Gwinnett                  |
| 2010 | *Columbus             | Mike Sarbaugh    | Durham                | Louisville & Scranton/Wilkes-Barre     |

(*) - gewann auch den Liga-Titel (Pennant)
(x) - die Playoffs wurden nach dem ersten Spiel am 12. September 2001 abgebrochen. Louisville hatte das Spiel am 10. September 2-1 gewonnen und wurde als Sieger der Series festgelegt.

## Ablauf der Playoffs
Die Playoffs bestehen aus zwei Best-Of-Five Spielen. Diese werden von den drei Siegern der einzelnen Divisionen und einem Wildcard-Gewinner ausgetragen. Dabei spielen der Sieger der North Division gegen den Wildcard-Gewinner und der South Division Champion gegen den West Division Champion. Die Gewinner spielen dann in der Governors’ Cup Championship Series um den Governors’ Cup.